# ویاچسلاو نوینوی
ویاچسلاو میخائیلویچ نوینوی (روسی: Вячесла́в Миха́йлович Неви́нный؛ ۳۰ نوامبر ۱۹۳۴ – ۳۱ مهٔ ۲۰۰۹) بازیگر اهل اتحاد جماهیر شوروی بود.
از فیلم‌ها یا برنامه‌های تلویزیونی که وی در آن نقش داشته است، می‌توان به سی و سه و خارپشتی در مه اشاره کرد.
او برندهٔ جوایز گوناگونی چون جایزه هنرمند مردمی اتحاد جماهیر شوروی شده بود.